# Stazione di Modena Policlinico
La stazione di Modena Policlinico è una fermata ferroviaria sotterranea posta sulla linea Modena-Sassuolo, tra la stazione di Modena Piazza Manzoni e la stazione di Modena.
Dista circa 400 metri dal Policlinico di Modena. È ubicata in via Giovanni Battista Scanaroli, all'angolo con via Luigi Carbonieri.

## Storia
Inaugurata il 14 dicembre 2003 insieme al nuovo collegamento tra la stazione di Modena Piazza Manzoni e quella di Modena, la fermata di Modena Policlinico venne aperta al traffico il 26 gennaio 2004.

## Strutture e impianti
La fermata è dotata di un unico binario, completamente interrato, servito da un marciapiede alto (55 cm).
Il sistema di informazioni ai viaggiatori è sonoro e video.
Dal 19 ottobre 2020 è in funzione un ascensore che collega il marciapiede al piano stradale.

## Movimento
La fermata è servita dai treni regionali di Trenitalia Tper in servizio sulla tratta Modena-Sassuolo, nell'ambito del contratto di servizio stipulato con la regione Emilia-Romagna. Dal 15 settembre 2019 i treni di questa linea sono cadenzati ogni 40 minuti; ciascun treno effettua tutte le fermate.
A novembre 2019, la stazione risultava frequentata da un traffico giornaliero medio di circa 417 persone (219 saliti + 198 discesi).